# 존 뉴랜즈
존 알렉산더 레이나 뉴랜즈(John Alexander Reina Newlands, 1837년 11월 26일 - 1898년 7월 29일)는 원소의 주기성에 관하여 연구한 영국의 화학자이다.

## 생애
뉴랜즈는 스코틀랜드 장로교 성직자 아버지와 이탈리아 출신 어머니의 아들로 영국 서리주, 램버스의 웨스트 스퀘어에서 태어났다.

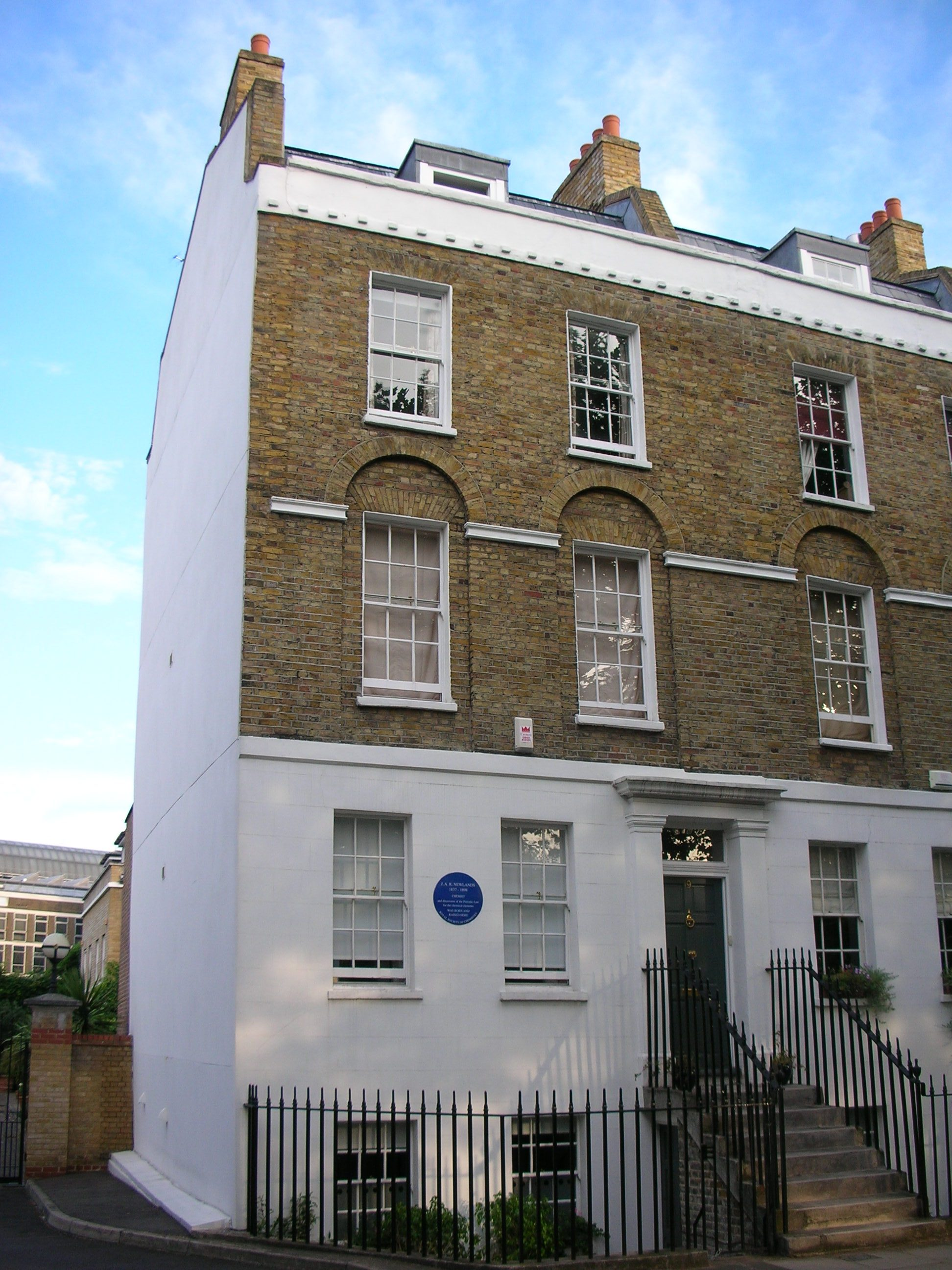
램버스, 웨스트스퀘어의 뉴랜즈 생가

아버지에 의해 가정 교육을 받았고 나중에 왕립 화학대학교(Royal College of Chemistry)에서 공부했다. 사회 개혁에 관심이 있어 1860년 이탈리아의 통일 캠페인에서 주세페 가리발디와 자원 봉사자로 봉사했다. 런던으로 돌아온 뉴랜즈는 1864년 분석 화학자가 되었다. 1868년 제임스 던컨(James Duncan)의 런던 설탕 정제소의 수석 화학자가 되었다. 나중에 정제 공장을 그만두고 다시 그의 형제인 벤자민과 분석가가 되었다.
뉴랜즈는 원소를 상대적인 원자 질량의 순서로 배열한 화학 원소의 주기율표를 최초로 고안한 사람이다.

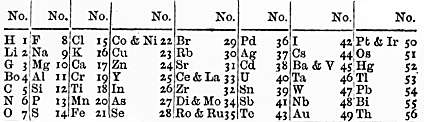
뉴랜즈의 원소 주기율표.

요한 볼프강 되베라이너의 3원소에 관한 연구와, 장바티스트 뒤마의 유사 원소의 군에 관한 연구를 이어서, 뉴랜즈는 1865년에 "어떤 원소는 원소표에서 그 다음의 여덟 번째 원소와 유사한 성질을 보여준다"는 자신의 '옥타브의 법칙'을 발표하였다. 뉴랜즈는 수소에서 시작하여 토륨 (원자량 90)으로 끝나는 모든 알려진 원소를 음악의 옥타브에 비유하여 8개의 원소로 이루어진 일곱개의 그룹으로 배열하였다. 뉴랜즈의 테이블의 원소들은 그 당시에 알려졌던 원자량에 의해 순서가 매겨졌고 그 순서를 나타내기 위해 순차적으로 번호가 매겨졌다. 족(group)이 테이블을 가로방향으로, 주기는 수직방향으로 되어 있어 현대의 주기율표 형태와 반대 방향이다.
원소표의 불완전성에 의하여 미발견된 추가의 원소가 존재할 가능성이 암시되었다. 그러나 옥타브의 법칙은 뉴렌즈의 동시대 인들에게 조롱을 당하여 화학자 학회(Society of Chemists)에서도 그의 연구결과 출판을 거절하였다.
드미트리 멘델레예프와 로서 메이어(Lothar Meyer)가 왕립학회에서 데이비 메달(Davy Medal)을 받게되자 뉴랜즈는 이전의 자신의 연구에 대한 인정을 받기 위하여 투쟁하여 결국 1887년에 데이비 메달을 받았다.
수술 합병증으로 미들섹스주, 로어 클랩턴(Lower Clapton)에 있는 자택에서 사망하여 웨스트 노우드 묘지(West Norwood Cemetery)에 묻혔다. 사후에 그의 사업은 동생 벤자민에 의하여 계속되었다.

## 같이 보기
- 주기율표의 역사

## 추가 자료
- Scerri, Eric R. (2007). 《The periodic table: Its story and its significance》. Oxford: Oxford University Press. ISBN 0-19-530573-6.